# Lei mi darà un bambino/Poker
Lei mi darà un bambino/Poker è il 19° singolo de I Camaleonti, pubblicato in Italia nel 1970.

## Tracce
Lato A
1. Lei mi darà un bambino – 6:50 (testo: Mogol – musica: Mort Shuman) – Cover di "She's Gonna Give Me a Baby" di Mort Shuman

Lato B
1. Poker – 2:43 (Guido Lamberti, Detto Mariano)